# 小行星9398
小行星9398（9398 Bidelman）是一颗绕太阳运转的小行星，为主小行星带小行星。该小行星于1994年9月28日发现。

## 轨道参数
小行星9398的轨道半长轴为3.3388867 UA，离心率为0.145。